# Hohenberg an der Eger
Hohenberg an der Eger (úředně: Hohenberg a.d.Eger) je město v německé spolkové zemi Bavorsko, v zemském okresu Wunsiedel im Fichtelgebirge.

## Geografie
Hohenberg an der Eger leží u hranic s Českou republikou. Nachází se zde oficiální turistický hraniční přechod Hammermühle/Dubina. Nejvyšším místem města je vrch Steinberg, který se tyčí do výšky 653 metrů nad mořem. Městem protéká řeka Ohře. Podél východní strany města se nachází přírodní park Smrčiny.

## Historie
První zmínka pochází z roku 1222, kdy Bertholdus de Honberg v takzvaném Waldsassener Schenkungsurkunde zmiňuje místní hrad. Tomuto bohatému šlechtici z rytířského rodu patřil také hrad ve Wunsiedelu a panství v Chebu. Od posledního z rodu, Kneußela z Hohenbergu, získal purkrabí Friedrich III. z Norimberka v roce 1285 město Wunsiedel, a o něco později i Hohenberg. Roku 1322 byl Hohenberg zastaven českému králi Janu Lucemburskému, k vydání města však nikdy nedošlo. V roce 1413 se Hohenberg vymanil z područí chebského soudního kraje, a vznikl samostatný úřad Hohenberg, jeden ze šesti úřadů takzvaného Sechsamterland (kraje šesti úřadů), které spadaly pod markrabství Brandenbursko-Bayreuthské. Pod hradem vznikla malá osada, jedno hospodářství a jeden mlýn. Obec a hrad Hohenberg měli do roku 1799 privilegia města s císařským azylem. To znamenalo, že ten kdo porušil nějaká pravidla, a podařilo se mu dostat do města, byl pod císařskou ochranou, a nesměl být dále pronásledován. Čtyři kamenné sloupy (nyní se nacházejí v nádvoří hradu) se nacházely před vstupem do města, a označovaly bezpečné místo.
V roce 1814 otevřel Carl Magnus Hutschenreuther v Hohenbergu první porcelánku v severovýchodním Bavorsku.

## Památky

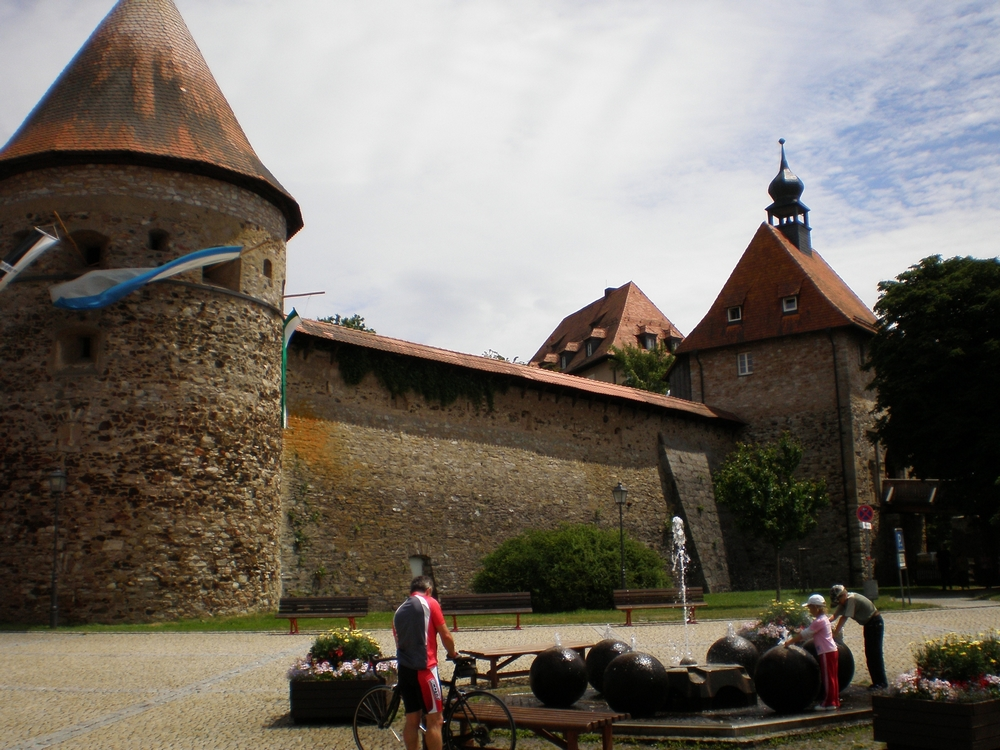
Hrad Hohenberg.

### Hrad Hohenberg
Hrad Hohenberg je nejzachovalejší hrad v celých Smrčinách. Hrad má půdorys šestiúhelníku, se třemi oválnými a dvěma čtvercovými věžemi. V hradním nádvoří stojí knížecí dům z roku 1666, který dříve býval markraběcím loveckým zámečkem.

## Muzeum
Muzeum německého porcelánu, představuje na 2000 m² porcelán vyráběný během třech století. Třikrát do roka se mění zvláštní výstava s regionální, národní a mezinárodní tematikou. Muzeum patří spolu s 16 kilometrů vzdáleným muzejním komplexem v Selbu k muzeím Porcelánového světa.

### Místní části
- Hohenberg am der Eger
- Neuhaus

## Partnerská města
- Hohenberg, Rakousko (od roku 1981)
- Balatonkeresztúr, Maďarsko (od roku 1991)